# Ankylopteryx anomala
Ankylopteryx anomala är en insektsart som beskrevs av Brauer 1864. Ankylopteryx anomala ingår i släktet Ankylopteryx och familjen guldögonsländor. Inga underarter finns listade i Catalogue of Life.